# 441 př. n. l.

## Hlava státu
- Perská říše – Artaxerxés I. (465 – 424 př. n. l.)
- Egypt – Artaxerxés I. (465 – 424 př. n. l.)
- Sparta – Pleistonax (458 – 409 př. n. l.) a Archidámos II. (469 – 427 př. n. l.)
- Athény – Diphilus (442 – 441 př. n. l.) » Timocles (441 – 440 př. n. l.)
- Makedonie – Perdikkás II. (448 – 413 př. n. l.)
- Epirus – Admetus (470 – 430 př. n. l.)
- Odryská Thrácie – Sparatocos (450 – 431 př. n. l.)
- Římská republika – konzulé C. Furius Pacilus Fusus a M. Papirius Crassus (441 př. n. l.)
- Kartágo – Hanno II. (480 – 440 př. n. l.)